# ريجنالد كارتر
ريجنالد كارتر (1 مارس 1888 في أستراليا - 16 يوليو 1970) (بالإنجليزية: Reginald Carter)‏ هو لاعب كريكت أسترالي.

## وصلات خارجية
- ريجنالد كارتر على موقع إي آس بي آن كريك إنفو (الإنجليزية)